# La prima è stata Eva
La prima è stata Eva (It Started with Eve) è un film del 1941 diretto da Henry Koster.

## Trama
Il miliardario Jonathan Reynolds, credendosi in punto di morte, ha un ultimo desiderio: vuole conoscere Gloria Pennington, la fidanzata del figlio che è appena arrivato da Città del Messico. Quest'ultimo, disperato perché Gloria è uscita insieme alla madre, chiede a un'altra ragazza, Anne Terry, di sostituire la fidanzata. Anne piace moltissimo a Reynolds che la prende in simpatia. Il giorno dopo, il miliardario si risveglia sentendosi molto meglio, fresco e riposato e chiede subito di rivedere la ragazza. Il medico, a conoscenza dello stratagemma usato da Johnny, gli confida che il sapere la verità potrebbe avere un impatto negativo sul suo paziente. Così, Johnny decide di proseguire nell'inganno e convince Anne a non lasciare la città per ritornarsene a casa, dopo aver rinunciato alla sua carriera di cantante d'opera come aveva deciso di fare. La vera Gloria e sua madre scoprono però il sotterfugio di Johnny che, allora, dice al padre di avere rotto con la fidanzata e che quella - cioè la vera Gloria - è la sua nuova innamorata. Ma Anne non è per niente d'accordo: adesso non vuole più lasciare New York, perché è venuta a sapere che attraverso i Reynolds potrebbe conoscere importanti figure della scena musicale nazionale. Così, irrompe in casa di Jonathan e si getta davanti al "fidanzato", chiedendogli perdono. Johnny viene costretto ad accettare le sue scuse dal padre che poi li lascia soli. Ma Reynolds padre, senza essere visto, ascolta i due che litigano e capisce tutto. Decide però di non dire niente anche quando Anne si reca da lui per raccontargli tutto. Johnny si reca a un party insieme a Gloria e alla madre di lei, mentre Jonathan porta in giro per locali Anne. Fotografati dai reporter, bevono allegramente e ballano la conga. All'arrivo di Johnny, Anne gli getta in faccia un cocktail. Il giorno dopo, arriva la notizia che Jonathan sta di nuovo male. Johnny e Anne si ritrovano insieme e finalmente si rendono conto di essere innamorati uno dell'altra. Jonathan dichiara allora che il vero malato è il dottore e che lui sta benissimo. Mentre i ragazzi filano d'amore e d'accordo, papà Reynolds li lascia soli per andarsi a fumare in pace uno dei suoi proibitissimi sigari.

## Riconoscimenti
Fu candidato al premio Oscar 1942 per la migliore colonna sonora.

## Produzione
Il film fu prodotto dall'Universal Pictures.

## Distribuzione
Distribuito dall'Universal Pictures, uscì nelle sale cinematografiche statunitensi il 26 settembre, presentato poi in prima a New York il 2 ottobre 1941.